# Loudías Potamós
Loudías Potamós är ett vattendrag i Grekland. Det ligger i den norra delen av landet, 300 km norr om huvudstaden Aten.